# Soggetti federati russi per indice di sviluppo umano
     > 0.950
     0.900 – 0.950
     0.850 – 0.900
     0.800 – 0.850
     < 0.800

Mappa con indici HDI per regioni della Russia (2016).
Legenda:
> 0.950
0.900 – 0.950
0.850 – 0.900
0.800 – 0.850
< 0.800

Questa è una lista dei soggetti federati russi per Indice di sviluppo umano al 2018.
| Very high human development | Very high human development                     | Very high human development | Very high human development |
| Posizione                   | Soggetto federato                               | HDI (2018)                  | Comparabile a (2018)        |
| --------------------------- | ----------------------------------------------- | --------------------------- | --------------------------- |
| 1                           | Circondario federale centrale                   | 0.846                       | Ungheria, Brunei, Cile      |
| 2                           | Circondario federale degli Urali                | 0.841                       | Bahrein, Croazia            |
| 3                           | Circondario federale nordoccidentale            | 0.834                       | Oman                        |
| –                           | Russia (media)                                  | 0.824                       | Argentina                   |
| 4                           | Circondario federale dell'Estremo Oriente       | 0.810                       | Kuwait, Uruguay             |
| 5                           | Circondario federale del Volga                  | 0.805                       | Bahamas                     |
| 6                           | Circondario federale meridionale                | 0.801                       | Seychelles                  |
| High human development      |                                                 |                             |                             |
| 7                           | Circondario federale della Siberia              | 0.796                       | Mauritius                   |
| 8                           | Circondario federale del Caucaso Settentrionale | 0.794                       | Mauritius                   |